# Blessing Kaku
Blessing Kaku (Ughelli, 5 maart 1978) is een Nigeriaaans voormalig voetballer die speelde als middenvelder.

## Voetbalcarrière
Kaku speelde in de jeugdreeksen bij Sharks FC. In 1998 verhuisde de middenvelder naar Racing White Daring Molenbeek voor één seizoen. Hierna kwam hij terecht bij KRC Harelbeke waarvoor hij 1 seizoen uitkwam en 5 doelpunten scoorde. Dit leverde hem een transfer op naar KRC Genk. Hier was hij geen basisspeler. In twee seizoenen kwam hij slechts 20 keer in actie. De speler vertrok naar Israël, waar hij tussen 2002 en 2004 voor Hapoel Be'er-Sheva en MS Ashdod speelde. Hij sloot zijn carrière in 2009 af bij Enosis Neon Paralimni.
1 Etafia ·
2 Okunowo ·
3 Babayaro ·
4 Sunday ·
5 Furo ·
6 Kanu ·
7 Agali ·
8 Igbinadolor ·
9 Yakubu ·
10 Oliseh ·
11 Lawal ·
12 Onwuzuruike ·
13 Ikedia ·
14 Kaku ·
15 Okpara ·
16 Okoronkwo ·
17 Aghahowa ·
18 Okoye ·
Coach: Bonfrère